# François Mercier (football)
Pour les articles homonymes, voir François Mercier et Mercier.
François Mercier, né le 19 juillet 1916 à Palavas-les-Flots (Hérault) et mort le 17 juin 1996 à Marseille (Bouches-du-Rhône), est un footballeur français évoluant au poste de milieu de terrain.

## Carrière
François Mercier évolue au Football Club de Sète de 1937 à 1945, remportant le Championnat de France de football D1 1938-1939 ainsi que le Championnat de France de la zone libre 1941-1942. C'est en 1942 qu'il connaît sa première et unique sélection en équipe de France de football. Il affronte le 15 mars 1942 lors d'un match amical l'équipe d'Espagne de football. Les Espagnols s'imposent sur le score de quatre buts à zéro. En 1945, il rejoint le Red Star pour une saison.